# Glee: The Music Presents the Warblers
Glee: The Music Presents the Warblers er den syvende soundtrackalbum af Glee, en musikalsk komedie-drama tv-serie, der vises på Fox i USA. 